# فرد ديفيز
فرد ديفيز (بالإنجليزية: Fred Davies)‏ (22 أغسطس 1939 ليفربول المملكة المتحدة - 2 سبتمبر 2020) هو لاعب كرة قدم بريطاني يلعب كحارس مرمى.